# Corregimiento de Rancagua
La provincia o corregimiento de Rancagua, era una división territorial del Imperio español dentro de la Capitanía General de Chile. 
Fue creada debido a la fundación de la Villa de Santa Cruz de Triana (1743). Estaba a cargo de un corregidor, quién presidía el Cabildo de la Villa. En 1786, se convierte en Partido de Rancagua.